# جيمس ووكر (دراج)
جيمس ووكر (بالإنجليزية: James Walker)‏ هو دراج جنوب أفريقي، (و. 1897  م).

## وصلات خارجية
- جيمس ووكر على موقع أرشيف الدراجات (الإنجليزية)
- جيمس ووكر على موقع إحصائيات الدراجات الإحترافية (الإنجليزية)
- جيمس ووكر على موقع أوليمبيديا (الإنجليزية)